# Hercostomus longifolius
Hercostomus longifolius är en tvåvingeart som beskrevs av Yang och Saigusa 1999. Hercostomus longifolius ingår i släktet Hercostomus och familjen styltflugor.
Artens utbredningsområde är Henan (Kina). Inga underarter finns listade i Catalogue of Life.